# Мульяна
Му́льяна (фин. Muljana) — озеро на территории Салминского сельского поселения Питкярантского района Республики Карелия.

## Общие сведения
Площадь озера — 0,8 км². Располагается на высоте 77,0 метров над уровнем моря.
Форма озера продолговатая: вытянуто с севера на юг. Берега преимущественно заболоченные.
С юго-восточной стороны озера вытекает ручей Мульянаоя (фин. Muljananoja), втекающий в реку Исо-Кивийоки, которая впадает в реку Тулемайоки.
В озере расположен единственный остров без названия.
С востока от озера проходит лесная дорога.
Озеро находится западнее урочища Вяликангас.
Населённые пункты возле озера отсутствуют. Ближайший — деревня Кясняселькя — расположен в 7 км к северу от озера.
Код объекта в государственном водном реестре — 01040300211102000014251.